# Аборти в Молдові

Правовий статус абортів у світі:
Легальний
Легальний при зґвалтуванні та за медико-соціальними показниками
Легальний у випадках (або заборонений, окрім випадків) зґвалтування, медико-соціальних протипоказань
Заборонений, окрім випадків зґвалтування та медико-соціальних протипоказань
Заборонений, окрім випадків загрозі життя жінки, та при наявності психічних і патологічних протипоказань
Заборонений без виключень
Відмінності за регіонами
Відсутні дані

Аборти в Молдові є законними за запитом жінки протягом перших 12 тижнів вагітності, а також дозволені до 28 тижнів через різні причини, які визначає Міністерство охорони здоров'я. Із них до 22 тижнів у разі загрози для здоров'я жінки, вагітності в результаті згвалтування, якщо плід має генетичні відхилення або через соціальні причини. Строк збільшується до 28 тижнів, якщо плід має серйозні вади розвитку або вроджений сифіліс. Аборти мають виконувати в авторизованих медичних закладах лікарі-акушери і гінекологи. 
До здобуття незалежності аборти в Молдавській РСР регулювалися законодавством про аборти СРСР. Відтоді ці закони не сильно змінилися.
Кількість абортів у Молдові різко скоротилася з моменту здобуття незалежності. 1989 року в Молдавській РСР цей показник становив 93,0 на 1000 жінок віком від 15 до 44 років, яка була однією з найвищих у СРСР; фактичний показник був значно вищим. Кількість абортів упала до 50 в 1994 році, 38,8 - 1996, 30,8 - 1998 і 17,6 - 2004. Станом на  2010 рік кількість абортів становила 18,0 на 1000 жінок віком 15-44 років. 
Рівень материнської смертності внаслідок небезпечних абортів залишається проблемою в Молдові.
2006 року молоду жінку заарештували за незаконний аборт, звинуватили в умисному вбивстві й засудили до 20 років позбавлення волі. Її звільнили у 2012 році після міжнародного тиску.